# Shajaran
A Shajaran (alcíme: Sorsvető) Indira Myles első regénye. A mű a M.A.G.U.S. világán, Yneven játszódik.
- Szerző: Indira Myles
- Megjelenés: 2004
- Kiadó: Inomi

## Fülszöveg
„Nem hittem a Sors hatalmában.
Még akkor sem, amikor egy éjjel kigyulladt a fogadó, amelyben megszálltam. Pedig annak köszönhettem a jégszemű varázslót, akivel megosztottam a következő hét esztendőt.
Még akkor sem, amikor egy fegyvertelen elf önként ajánlkozott testőrül. Szokásaiban nem hasonlított népe többi tagjára, ráadásul folyékonyan beszélt minden emberi nyelven... kyrül is.
Még akkor sem, amikor mindhármunk útját keresztezte egy zöld fényű mellvértet viselő shajaran – a kártyavető pedig örökre megváltoztatta mindannyiunk életét.
Nem hittem a Sors hatalmában. Eddig.”

### Hír
- RPG.HU Archiválva 2007. november 6-i dátummal a Wayback Machine-ben

### Kritikák
- RPG.HU
- Fantasya

### Fórum
- Fórum[halott link]